# آنتونیو فیشر
آنتونیو فیشر (انگلیسی: Antonio Fischer؛ زادهٔ ۹ اوت ۱۹۹۶) بازیکن فوتبال اهل آلمان است.
از باشگاه‌هایی که در آن بازی کرده‌است می‌توان به باشگاه فوتبال اف‌اس‌وی فرانکفورت اشاره کرد.